# Сасело
Сасело (итал. Sassello) је насеље у Италији у округу Савона, региону Лигурија.
Према процени из 2011. у насељу је живело 1115 становника. Насеље се налази на надморској висини од 390 м.

## Становништво
Према резултатима пописа становништва 2011. у општини је живело 1.882 становника.
| 1931. | 1936. | 1951. | 1961. | 1971. | 1981. | 1991. | 2001. | 2011. |
| ----- | ----- | ----- | ----- | ----- | ----- | ----- | ----- | ----- |
| 3.859 | 3.661 | 3.087 | 2.550 | 2.197 | 1.970 | 1.822 | 1.765 | 1.882 |

## Партнерски градови
- Les Alqueries